# جيسينا
جيسينا هي شركة عقارية تمتلك وتدير محفظة عقارية تبلغ قيمتها 20 مليار يورو بحسب إحصائيات ديسمبر 2021، يقع ما يقرب من 97٪ من ممتلاكاتها في منطقة إيل دو فرانس. جيسينا هي شركة استثمار عقارية مدرجة في بورصة يورونكست باريس وتضم حوالي 500 موظف. توجه الشركة نشاطها حول أكبر محفظة عقارات مكتبية في فرنسا وأوروبا، بالإضافة إلى محفظة من الأصول السكنية ومساكن للطلاب تضم أكثر من 9000 وحدة سكنية

## تاريخ
تأسست شركة جيسينا في يناير 1959 تحت اسم "جروبمون لو فنانسمان دو لا كونستراكسيون" (GFC)، حيث جمعت أموالًا من حوالي ستين شركة تأمين لتمويل تطوير المباني السكنية.
تم تغيير اسم الشركة إلى جيسينا في عام 1998 بعد بعض الاستحواذات، بما في ذلك استحواذها على Foncina، UIF، وFoncière Vendôme. واصلت جيسينا نموها من خلال استحواذها على العديد من شركات العقارات، بما في ذلك الاندماج مع Simco في عام 2003. في عام 2003، اعتمدت جيسينا نظام SIIC (شركة استثمار عقاري مدرجة)، مما سمح لها بتنويع محفظتها والتوسع في قطاع الأعمال التجارية.
في يونيو 2017، أعلنت جيسينا عن استحواذها على شركة يوروسيك مقابل 3.3 مليار يورو، مما سمح لها بأن تصبح رابع أكبر شركة عقارية في أوروبا وأكبر شركة عقارية للمكاتب. كانت يوروسيك قد اشترت شركة فونسيير دو باريس في عام 2016، والتي اندمجت بدورها مع فونسيير باريس فرانس في عام 2013.
صارت صندوق الودائع والإيداع في كيبيك أكبر مساهم في جيسينا في عام 2018، حيث امتلك 23٪ من رأس المال.
في 21 يوليو 2018، باعت جيسينا ممتلكات تقدر قيمتها بحوالي 20 مليون يورو من مطاعم سلسلة تابعة بشكل رئيسي لـ "ليون دو بروكسيل" و "كورتبيل"، وكانت هذه الأصول مملوكة لها منذ استحواذها على يوروسيك في عام 2017.
في عام 2020، قامت جيسينا بتفعيل نشاطها السكني من خلال تطوير محفظتها من الوحدات السكنية في مناطق وسط المدن الكبيرة وبغرض تقديمها لفئة الوسطى.